# Нью-Баффоло (Пенсільванія)
Нью-Баффоло (англ. New Buffalo) — місто (англ. borough) в США, в окрузі Перрі штату Пенсільванія. Населення — 124 особи (2020).

## Географія
Нью-Баффоло розташований за координатами 40°27′16″ пн. ш. 76°58′14″ зх. д. / 40.45444° пн. ш. 76.97056° зх. д. (40.454340, -76.970472).  За даними Бюро перепису населення США в 2010 році місто мало площу 0,15 км², уся площа — суходіл.

## Демографія
Згідно з переписом 2010 року, у селищі мешкало 129 осіб у 60 домогосподарствах у складі 34 родин. Густота населення становила 841 особа/км².  Було 69 помешкань (450/км²).
Расовий склад населення:
| - 96,1 % — білих - 2,3 % — чорних або афроамериканців |

До двох чи більше рас належало 1,6 %. Частка іспаномовних становила 0,8 % від усіх жителів.
За віковим діапазоном населення розподілялося таким чином: 24,0 % — особи молодші 18 років, 64,4 % — особи у віці 18—64 років, 11,6 % — особи у віці 65 років та старші. Медіана віку мешканця становила 39,8 року. На 100 осіб жіночої статі у селищі припадало 87,0 чоловіків;  на 100 жінок у віці від 18 років та старших — 88,5 чоловіків також старших 18 років.
Середній дохід на одне домашнє господарство  становив 55 025 доларів США (медіана — 47 917), а середній дохід на одну сім'ю — 85 424 долари (медіана — 85 938). За межею бідності перебувало 8,1 % осіб, у тому числі 0,0 % дітей у віці до 18 років та 0,0 % осіб у віці 65 років та старших.
Цивільне працевлаштоване населення становило 54 особи. Основні галузі зайнятості: транспорт — 20,4 %, освіта, охорона здоров'я та соціальна допомога — 14,8 %, будівництво — 14,8 %.